# 레오나르도 디카프리오의 작품 목록

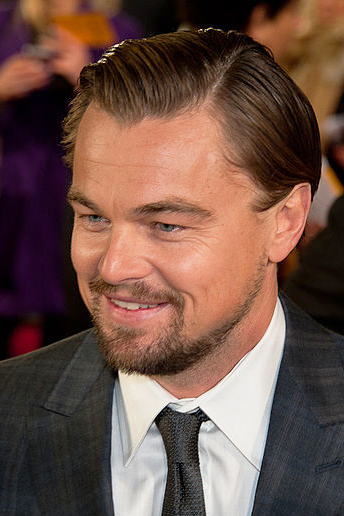
2014년 《더 울프 오브 월 스트리트》 런던 시사회에서 디카프리오.

다음은 미국의 배우 레오나르도 디카프리오의 작품 목록이다. 그의 경력은 텔레비전의 아역 배우로 시작하였다. 《뉴 래시》와 《산타 바바라》(1989)와 코미디 드라마 《페어런트 후드》(1990), 시트콤 《그로잉 페인즈》(1991)에 이어, 영화 《크리터스 3》(1991)로 그는 스크린 데뷔를 하였다. 2년 후, 그는 《이 소년의 삶》(1993)에서 로버트 드 니로의 상대 역 토니아스 울프 역할을 연기했다. 그는 영화 《길버트 그레이프》(1993)로 미국 아카데미상 최우수 남우조연상에 첫 후보 지명되었다. 1995년, 디카프리오는 미국의 작가 짐 캐럴의 동명의 소설을 원작으로 한 영화 《바스켓볼 다이어리》와 프랑스의 시인 아르튀르 랭보의 전기 영화 《토탈 이클립스》에 출연했다. 다음 해, 배즈 루어먼 감독의  《로미오와 줄리엣》(1996)에서 그는 로미오 몬테규 역할을 연기했다. 디카프리오는 제임스 카메론 감독의 영화 《타이타닉》(1997)에서 케이트 윈슬렛의 상대 역할을 연기했다. 이 영화는 전 세계에서 사상 최고의 엄청난 흥행수입을 기록했다.(하지만 카메론 감독의 영화 《아바타》(2009)로 인해 역대 박스오피스 1위의 기록이 깨졌다.) 그의 연기에 인정을 받아 MTV 무비 어워드 최고의 연기상과 골든 글로브상 영화 드라마 부문 최우수 남우주연상에 첫 후보 지명되었다.

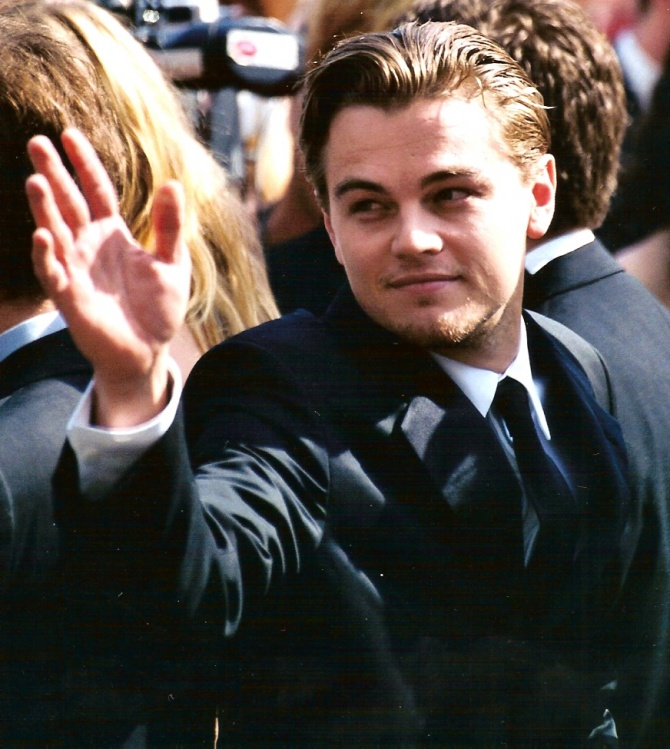
2002년 디카프리오.

2002년, 디카프리오는 스티븐 스필버그의 전기 범죄 영화 《캐치 미 이프 유 캔》에서 톰 행크스의 상대 역할 프랭크 윌리엄 애버그네일 Jr. 역할과 마틴 스코세이지 감독의 시대 드라마 영화  《갱스 오브 뉴욕》에 출연했다. 2004년 그는 영화 제작사 애피언 웨이 프로덕션을 설립했다. 다음 그는 스코세이지 감독의 두 편의 영화에 출연하였는데, 하워드 휴스의 전기 영화 《에비에이터》(2004)와 범죄 영화  《디파티드》(2006)에 출연했다. 휴스를 연기한 디카프리오는 골든 글로브상 영화 드라마 부문 최우수 남우주연상을 수상하였고, 미국 아카데미상 최우수 남우주연상에 첫 후보 지명되었다.

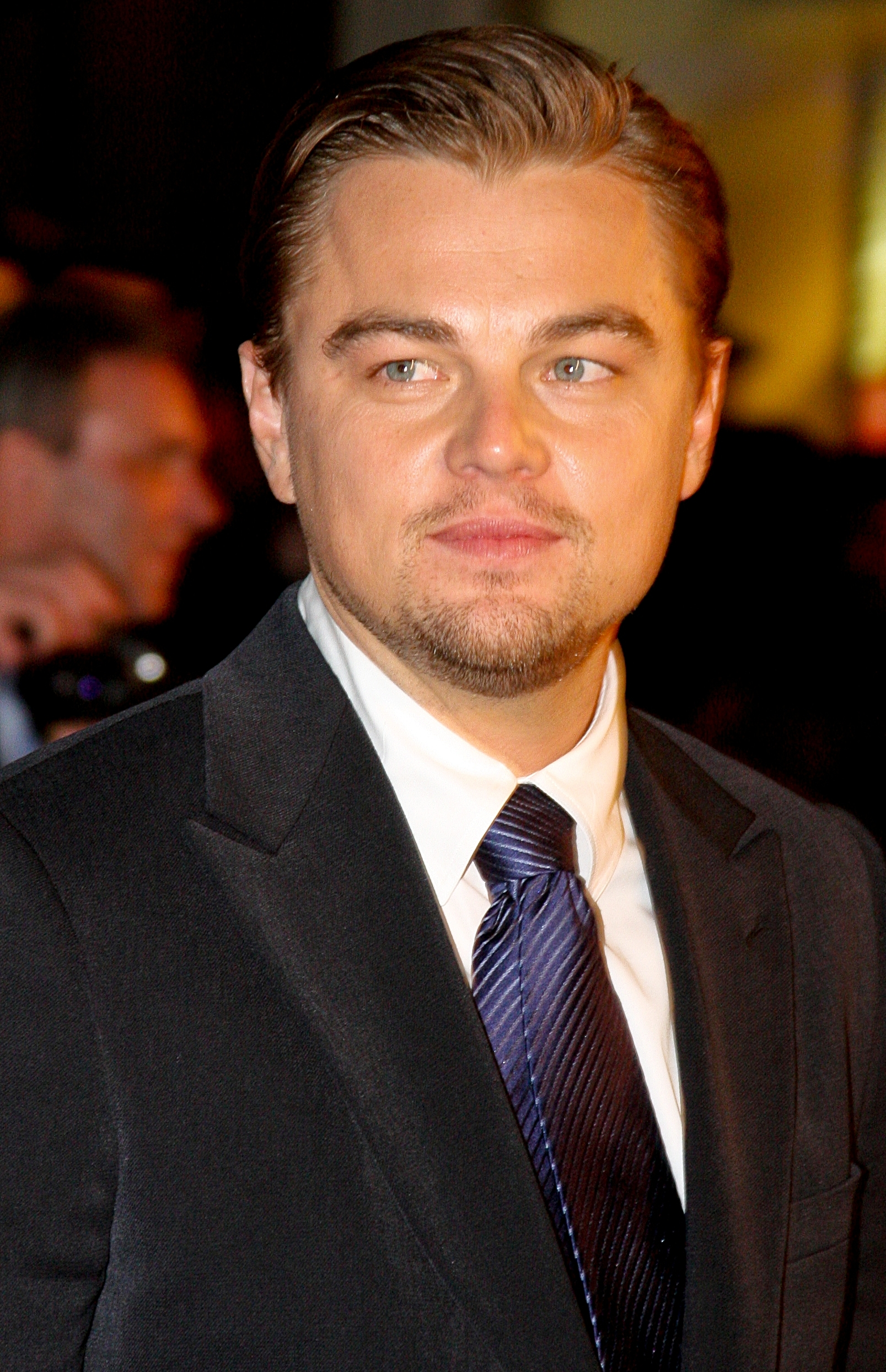
2008년 영화 《바디 오브 라이즈》 런던 시사회에서 디카프리오.

디카프리오는 2007년 자연 환경 다큐멘터리 영화 《11번째 시간》과 코미디 드라마 영화 《가드너 오브 에덴》에 제작에 참여했다. 다음 해, 그는 샘 멘디스 감독의 영화 《레볼루셔너리 로드》에서 케이트 윈슬렛과 재공연하였고 리들리 스콧 감독의 액션 영화 《바디 오브 라이즈》에 출연했다. 디카프리오는 2010년 스코세이지 감독의 심리 스릴러 영화 《셔터 아일랜드》과 크리스토퍼 놀런 감독의 공상 과학 영화 《인셉션》에 출연했다. 2011년, 그는 클린트 이스트우드 감독의 FBI 창설자인 존 에드거 후버의 전기 영화 《J. 에드가》에 출연했다. 다음 해, 그는 쿠엔틴 타란티노 감독의 서부 영화 《장고: 분노의 추적자》에서 조연을 연기했다. 디카프리오는 2013년 소설을 원작으로 한 두 편의 영화에 출연하였고, 루어먼 감독의 스캇 피츠제럴드의 소설을 원작으로 한 영화 《위대한 개츠비》에서 제이 개츠비 역할과 이후 조던 벨포트의 동명의 회고록을 각색한 영화 《더 울프 오브 월 스트리트》에서 조던 벨포트 역할을 연기했다. 그는 이 작품으로 세 번째 미국 아카데미상 최우수 남우주연상에 후보 지명되었고, 골든 글로브상 영화 뮤지컬 코미디 부문 최우수 남우주연상을 수상하였다. 2015년, 디카프리오는 생존 드라마 영화 《레버넌트: 죽음에서 돌아온 자》에서 사냥꾼 휴 글래스 역할을 연기하여 미국 아카데미상 최우수 남우주연상을 수상했다.

## 영화
| Films that have not yet been released | 아직 개봉하지 않은 영화를 나타낸다. |

| 년도 | 제목                                                        | 역할                         | 감독                               | 비고            | 참조.         |
| ---- | ----------------------------------------------------------- | ---------------------------- | ---------------------------------- | --------------- | ------------- |
| 1991 | 크리터스 3                                                  | 조시                         | 크리스틴 피터슨                    |                 | [ 13 ]        |
| 1992 | 야성녀 아이비 Poison Ivy                                    | 소년 (단역)                  | 캣 셰어                            |                 |               |
| 1993 | 이 소년의 삶 The Boy's Life                                 | 토비아스 울프                | 마이클 카턴 존스                   |                 |               |
| 1993 | 길버트 그레이프 What's Eating Gilbert Grape                 | 어니 그레이프                | 라세 할스트롬                      |                 | [ 14 ]        |
| 1994 | 더 풋 슈팅 파티 The Foot Shooting Party                     | 버드                         | 빈칸                               | 단편 영화       |               |
| 1995 | 퀵 앤 데드 The Quick and the Dead                           | 피 헤롯 더 키드              | 샘 레이미                          |                 | [ 15 ]        |
| 1995 | 바스켓볼 다이어리 The Basketball Diaries                    | 짐 캐럴                      | 스콧 캘버트                        |                 | [ 16 ]        |
| 1995 | 토탈 이클립스 Total Eclipse                                 | 천재시인 아르튀르 랭보       | 아그네츠카 홀란드                  |                 | [ 17 ]        |
| 1996 | 로미오와 줄리엣 Romeo + Juliet                              | 로미오 몬테규                | 배즈 루어먼                        |                 | [ 18 ]        |
| 1996 | 마빈의 방 Marvin's Room                                     | 행크                         | 제리 작스                          |                 | [ 19 ]        |
| 1997 | 타이타닉 Titanic                                            | 잭 도슨                      | 제임스 카메론                      |                 | [ 20 ]        |
| 1998 | 아이언 마스크 The Man in the Iron Mask                      | 루이 14세/필립 (1인 2역)     | 랜들 웰러스                        |                 | [ 21 ]        |
| 1998 | 셀러브리티 Celebrity                                        | 브랜던 대로                  | 우디 앨런                          |                 | [ 22 ]        |
| 2000 | 비치 The Beach                                              | 리처드                       | 대니 보일                          |                 | [ 23 ]        |
| 2000 | 던스 플럼 Don's Plum                                        | 데릭                         | R. D. 로브                         | 독립 영화       | [ 24 ]        |
| 2002 | 갱스 오브 뉴욕 Gangs of New York                            | 암스테르담 발론              | 마틴 스코세이지                    |                 | [ 25 ]        |
| 2002 | 캐치 미 이프 유 캔 Catch Me If You Can                      | 프랭크 윌리엄 애버그네일 Jr. | 스티븐 스필버그                    |                 | [ 26 ]        |
| 2004 | 에비에이터 The Aviator                                      | 하워드 휴스                  | 마틴 스코세이지                    |                 | [ 27 ] [ 28 ] |
| 2006 | 디파티드 The Departed                                       | 빌리 코스티건                | 마틴 스코세이지                    |                 | [ 29 ]        |
| 2006 | 블러드 다이아몬드 Blood Diamond                             | 대니 아처                    | 에드워드 즈윅                      |                 | [ 30 ]        |
| 2007 | 11번째 시간 The 11th Hour                                   | 내레이션                     | 나디아 코너스 레일라 코너스 피터슨 | 다큐멘터리 영화 | [ 31 ]        |
| 2008 | 바디 오브 라이즈 Body Of Lies                               | 로저 페리스                  | 리들리 스콧                        |                 | [ 32 ]        |
| 2008 | 레볼루셔너리 로드 Revolutionary Road                        | 프랭크 윌러                  | 샘 멘디스                          |                 | [ 33 ]        |
| 2010 | 셔터 아일랜드 Shutter Island                                | 에드워드 "테디" 대니얼스     | 마틴 스코세이지                    |                 | [ 34 ]        |
| 2010 | 허블 3D Hubble 3D                                           | 내레이션                     | 토니 마이어스                      | 다큐멘터리 영화 | [ 35 ]        |
| 2010 | 인셉션 Inception                                            | 돔 코브                      | 크리스토퍼 놀런                    |                 | [ 36 ]        |
| 2011 | J. 에드가 J. Edgar                                          | 존 에드거 후버               | 클린트 이스트우드                  |                 | [ 37 ]        |
| 2012 | 장고: 분노의 추적자 Django Unchained                        | 캘빈 J. 캔디                 | 쿠엔틴 타란티노                    |                 | [ 38 ]        |
| 2013 | 위대한 개츠비 The Great Gatsby                              | 제이 개츠비                  | 배즈 루어먼                        |                 | [ 39 ]        |
| 2013 | 더 울프 오브 월 스트리트 The Wolf on Wall Street            | 조던 벨포트                  | 마틴 스코세이지                    |                 | [ 40 ]        |
| 2015 | 더 오디션 The Audition                                      | 자신                         | 마틴 스코세이지                    |                 | [ 41 ]        |
| 2015 | 레버넌트: 죽음에서 돌아온 자 The Revenant                   | 휴 글래스                    | 알레한드로 곤잘레스 이냐리투       |                 | [ 42 ]        |
| 2016 | 비포 더 플러드 Before the Flood                             | 자신                         | 피셔 스티븐스                      | 다큐멘터리 영화 | [ 43 ]        |
| 2019 | 원스 어폰 어 타임 인 할리우드 Once Upon a Time in Hollywood | 릭 돌턴                      | 쿠엔틴 타란티노                    |                 | [ 44 ]        |
| 2021 | 돈 룩 업 Don't Look Up                                      | 랜달 민디 박사               | 애덤 매케이                        | 넷플릭스        |               |
| 2023 | 플라워 킬링 문 Killers of the Flower Moon                   | 어니스트 버크하트            | 마틴 스코세이지                    | 제작에도 참여   |               |
| 2025 | 원 배틀 애프터 어나더 One Battle After Another              |                              | 폴 토머스 앤더슨                   |                 |               |

## 텔레비전
| 년도        | 제목                                         | 역할                 | 비고                            | 참조.         |
| ----------- | -------------------------------------------- | -------------------- | ------------------------------- | ------------- |
| 1989        | 뉴 래시 The New Lassie                       | 글렌                 | 2 에피소드                      | [ 45 ] [ 46 ] |
| 1990        | 아웃사이더 The Outsiders                     | 키즈 파이팅 스카우트 | 에피소드: "Pilot"               | [ 47 ]        |
| 1990        | 산타바바라 Santa Barbara                     | 어린 메이슨 캐프웰   | 2 에피소드                      | [ 47 ]        |
| 1990 ~ 1991 | 페어런트 후드 Parenthood                     | 게리 버크먼          | 12 에피소드                     | [ 47 ]        |
| 1991        | 로잔느 Roseanne                              | 달린의 반친구        | 에피소드: "Home-Ec"             | [ 47 ]        |
| 1991 ~ 1992 | 그로잉 페인스 Growing Pains                  | 루크 블로워          | 23 에피소드                     | [ 47 ]        |
| 2008 ~ 2010 | 그린스버그 Greensburg                        | 빈칸                 | 총괄 프로듀서, 공동 크레에이터  | [ 48 ] [ 49 ] |
| 2014        | 새터데이 나이트 라이브 "Saturday Night Live" | 자신(카메오)         | 에피소드: "Jonah Hill/Bastille" | [ 50 ]        |

## 프로듀서
| 년도 | 제목                                               | 역할                     | 비고            | 참조.         |
| ---- | -------------------------------------------------- | ------------------------ | --------------- | ------------- |
| 2004 | 에비에이터 The Aviator                             | 프로듀서                 |                 | [ 51 ] [ 52 ] |
| 2004 | 대통령을 죽여라 The Assassination of Richard Nixon | 총괄 프로듀서            |                 | [ 53 ]        |
| 2007 | 11번째 시간 The 11th Hour                          | 각본, 프로듀서, 내레이터 | 다큐멘터리 영화 | [ 54 ]        |
| 2007 | 가드너 오브 에덴 Gardener of Eden                  | 프로듀서                 |                 | [ 55 ]        |
| 2009 | 오펀: 천사의 비밀 Orphan                           | 프로듀서                 |                 | [ 56 ]        |
| 2011 | 레드 라이딩 후드 Red Riding Hood                   | 프로듀서                 |                 | [ 57 ]        |
| 2011 | 킹메이커 The Ides Of March                         | 총괄 프로듀서            |                 | [ 58 ]        |
| 2013 | 히든 카드 "Runner, Runner"                         | 프로듀서                 |                 | [ 59 ]        |
| 2013 | 아웃 오브 더 퍼니스 Out of the Furnace             | 프로듀서                 |                 | [ 60 ]        |
| 2013 | 더 울프 오브 월 스트리트 The Wolf on Wall Street   | 프로듀서                 |                 | [ 61 ]        |
| 2014 | 브룽가 Virunga                                     | 총괄 프로듀서            | 다큐멘터리 영화 | [ 62 ]        |
| 2015 | 소에 관한 음모 Cowspiracy                          | 총괄 프로듀서            | 다큐멘터리 영화 | [ 63 ]        |
| 2016 | 더 아이보리 게임 The Ivory Game                    | 총괄 프로듀서            |                 | [ 64 ]        |
| 2016 | 비포 더 플러드 Before the Flood                    | 프로듀서                 | 다큐멘터리 영화 | [ 65 ]        |
| 2016 | 리브 바이 나이트 Live by Night                     | 프로듀서                 |                 | [ 66 ]        |
| 2018 | 데릴리움 Delirium                                  | 프로듀서                 |                 | [ 67 ]        |
| 2018 | 로빈 후드 Robin Hood                               | 프로듀서                 |                 | [ 67 ]        |

## 같이 보기
- 레오나르도 디카프리오의 수상 및 후보 목록